# Vărsătura, Vrancea
Vărsătura este un sat în comuna Jariștea din județul Vrancea, Moldova, România.
 Acest articol despre o localitate din județul Vrancea este deocamdată un ciot. Puteți ajuta Wikipedia prin completarea lui.